# Скорпион (Mortal Kombat)
Скорпион (англ. Scorpion), при рождении Ханзо Хасаши (яп.はさし半蔵. Хасаси Хандзо), Куай Лиенг (Хронология Лю Кана) — персонаж серии игр Mortal Kombat.

## Описание
Скорпион — ранее Жёлтый Ниндзя-Призрак, который мстил убийце своей семьи — Саб-Зиро, а также главный солдат великого Адиля, однако после воскрешения снова стал человеком и заключил перемирие с младшим Саб-Зиро, узнав от него правду об убийстве своих родных. Являлся заклятым врагом Саб-Зиро старшего из-за того, что был им убит. Поначалу служил Шан Цзуну и Шао Кану, однако основной его целью является правление империей при помощи мертвецов, чему посодействовала его смерть и попадание в Мир потерянных душ. Скорпион одет в чёрно-жёлтый костюм ниндзя, его маска скрывала голый (до 2002) череп, оружие скорпиона — это кунай на цепи (в играх 1992—2006 г. на верёвке), которым он притягивает к себе противников. Когда гарпун пронзает противника, Скорпион выкрикивает: «Иди сюда!» (англ. Get over here! или Come here!, один из этих двух выкриков выбирается случайно) и дёргает цепь на себя, тем самым притягивая противника вплотную к себе, чтобы нанести тому несколько ударов, пока противник не оправился. В игре Mortal Kombat: Shaolin Monks Скорпион использует гарпун и как хлыст. Скорпион также обладает силой огня (в противовес Саб-Зиро, который управляет силой льда).
Однако в сериале Mortal Kombat: Conquest, Скорпион — это воин-убийца и тайный трофей Шао Кана из захваченного мира. Изначально, это действительно был черно-жёлтый Скорпион, Ворпакс (пленница и соратница Шан Цуна) и поведала Шану всю правду. Шан Цун очень сильно жаждал мести за своё поражение в турнире перед Кун Лао и, чтобы как-то отомстить, он решает освободить Скорпиона взамен на смерть и душу Кун Лао, произнеся заклинание, Скорпион освободился. Настоящее имя Скорпиона: Ханзо Хасаши. Он был лучшим другом Великого Кун Лао, пока в него не вселися тот самый, маленький, черно-жёлтый скорпион. Впрочем, Кун Лао тут виноват сам, это он «вырубил» Такэду, чтобы попасть к своей любимой девушке по имени Джен. Кун Лао прекрасно знал, что Бэрен Рэйланд (отец Джен) не отдаст ему свою дочь и приказал Такэде не подпускать Кун Лао, иначе его ожидает казнь.
Итог: Кун Лао побеждает Скорпиона. Скорпион в свою очередь убил Джен. Конечно, история на этом не заканчивается, так как Скорпиону не страшна смерть, но более поединков с Кун Лао не было на протяжении всего сюжета сериала. Такэда понял, что Кун Лао ему не одолеть.

### Биография Ханзо Хасаши
Скорпион — это кодовое имя Ханзо Хасаши, воина клана ниндзя Сирай Рю. Он собирался покинуть клан и посвятить жизнь своей жене и сыну, однако старейшины клана уговорили его выполнить последнее задание: достать для колдуна Куан Чи карту из Храма Элементов. В храме он встретился с Саб-Зиро (старшим), воином клана Лин Куэй, которого (как позже выяснится) нанял тот же Куан Чи. Двое воинов сражались за карту, и Саб-Зиро вышел победителем. Саб-Зиро убил Ханзо и забрал карту.
Позже в клан Саб-Зиро пришел Куан Чи и забрал карту у Би-Хана (Саб-Зиро). Вскоре выясняется, что Куан Чи специально нанял на одно и то же задание двух бойцов, чтобы прийти и уничтожить клан и семью того, кто проиграет, видимо, рассчитывая, что победит и выживет Би-Хан (Саб-Зиро). Причиной этому было то, что Куан Чи убил всю семью Ханзо и его клан до того, как тот отправился на задание. Ханзо умер, и его душа попала в Преисподнюю (англ. Netherrealm) — аналог ада во вселенной МК. Однако, Ханзо получил возможность вернуться и отомстить за свою смерть. Теперь, когда Ханзо стал Скорпионом — воином-призраком, наделенным огромной силой и магическими способностями — он начал мстить за свою смерть и начал с Саб-Зиро, не зная, что его клан и его семью убил Куан Чи.

### Причина вражды между Скорпионом и Куан Чи
Причиной вражды между Скорпионом и Куан Чи послужил момент, когда Скорпион узнаёт правду от младшего Саб-Зиро (Mortal Kombat 4 концовка Саб-Зиро, где сам Саб-Зиро признается, выдавая себя за старшего брата Скорпиону, что он убил Скорпиона, но настоящий убийца его семьи и клана все еще свободен и тогда появляется Куан-чи и говорит, что настоящий убийца он. и Mortal Kombat X, где сюжет изменен, как написано далее). Последний приглашает Ханзо посмотреть встроенную память киборга Сектора, в которой Куан Чи рассказывает Сектору о настоящей причине смерти Скорпиона и его семьи.

## История

### Оригинальная хронология
Настоящее имя Скорпиона — Ханзо Хасаши. Он был одним из лучших воинов клана ниндзя японского Сирай-Рю. За свои боевые способности и мастерство в обращении с метательным оружием он получил прозвище «Скорпион». Своей технике Ханзо обучился у отца, который также был членом японского Сирай Рю и первоклассным воином. Хотя он запретил своему сыну вступать в клан, жажда быстрых денег и желание обеспечить свою жену и ребёнка всем самым лучшим, заставили Ханзо присоединиться к Сирай Рю.

### Mortal Kombat Mythologies:Sub-Zero
Ханзо был нанят некромантом Куан Чи, чтобы украсть карту элементов из шаолиньского храма. На карте было отмечено местонахождение храма, в котором хранился древний артефакт — амулет Шиннока. Ханзо не знал, что Куан Чи также нанял воина по имени Саб-Зиро из клана злейших врагов Сирай-Рю, Лин-Куэй. Ханзо прибыл в храм чуть раньше, чем Саб-Зиро. Ханзо не стал атаковать его и отправился искать комнату, в которой находилась карта. Саб-Зиро удалось попасть в эту комнату уже, когда ниндзя находился в ней. Двое воинов сразились, и Саб-Зиро вышел победителем из поединка. Хотя Ханзо просил его о пощаде, Саб-Зиро безжалостно расправился с проигравшим воином Сирай Рю, вырвав ему голову с позвоночником. После победы Саб-Зиро, Куан Чи, согласно условиям договора с Лин Куэй, уничтожил весь клан Сирай Рю, в том числе и семью Ханзо Хасаши. После своей смерти Ханзо попал в преисподнюю и через некоторое время он получил шанс вновь сразиться с Саб-Зиро уже будучи призраком. Воин Лин Куэй отправился в ад по просьбе Рейдена, который хотел, чтобы он вернул амулет Шиннока на Землю. Преследуя Куан Чи, Саб-Зиро был захвачен воинами Шиннока и брошен в Тюрьму Душ, где он столкнулся со Скорпионом. Воины снова сразились друг с другом, но Саб-Зиро и на сей раз, оказался сильнее и вышел победителем из схватки.

### Mortal Kombat
Жажда мести, и возможно помощь Куан Чи, позволили Скорпиону вернуться в мир живых. Он отправился на корабль Шан Цзуна, который шёл к острову, где должен был проводиться десятый турнир Смертельная Битва. На корабле Скорпион напал на Саб-Зиро, но не убил его, сказав, что он хочет уничтожить его на турнире, чтобы сохранить свою честь и не быть просто убийцей. В ходе самого турнира Скорпиону и Саб-Зиро сразиться не удалось. По окончании состязания и после победы Лю Кана над Горо, Шан Цзун дал приказ своим войскам убить земных воинов. Скорпион, Саб-Зиро и Рейден были вынуждены сразиться с армией колдуна. После этого Скорпион, наконец получил возможность сразиться со своим убийцей. На сей раз, призраку-ниндзя удалось победить. Скорпион вырвал позвоночник Саб-Зиро, после чего исчез в огненном взрыве, вернувшись обратно в преисподнюю.

### Mortal Kombat 2
Спустя некоторое время Скорпион узнал о том, что на турнире, организованном Шао Каном во Внешнем Мире, появился воин, который называет себя «Саб-Зиро». Предполагая, что его убийца смог каким-то образом воскреснуть, Скорпион отправился во Внешний Мир, чтобы узнать правду об этом воине. На протяжении турнира Скорпион внимательно наблюдал за Саб-Зиро. После того, как он увидел, что воин Лин Куэй пощадил своего противника, Скорпион понял, что он не тот же самый Саб-Зиро, который убил его несколько лет назад. Он узнал, что это его младший брат — Куай Лян. Чтобы искупить свою вину за убийство его старшего брата, Скорпион поклялся не причинять вреда Куай Ляну. После этого он снова вернулся в преисподнюю.

### Mortal Kombat Ultimate
Во время вторжения на Землю, Шао Кан попытался захватить души находившиеся в преисподней. Этот план закончился неудачей, но в результате Скорпион снова оказался на Земле. Сначала он не принимал участие в войне между землянами и армией Шао Кана, но позже император зачислил Скорпиона в свою армию. Для Скорпиона это был шанс навсегда покинуть преисподнюю и остаться в мире живых. Но, узнав о том, что среди бунтовщиков, которые воевали против Шао Кана, находится Саб-Зиро, которому он поклялся не наносить вреда, Скорпион присоединился к земным воинам, чтобы соблюсти свою клятву. После победы земных воинов над Шао Каном, Скорпион снова вернулся в преисподнюю.

### Mortal Kombat 4
Через некоторое время после этих событий Куан Чи начал подготовку к вторжению армии Тьмы Шиннока на Небеса. Он уговорил Скорпиона присоединиться к армии Тьмы, пообещав вернуть его к жизни. Незадолго до этого Скорпион узнал о том, что его семья и клан были убиты. Куан Чи удалось убедить Скорпиона в том, что Саб-Зиро младший участвовал в их убийстве. Скорпион принял предложение некроманта, в тайне надеясь использовать свою свободу, чтобы найти Саб-Зиро и уничтожить его. Призраку удалось настигнуть Саб-Зиро и сразиться с ним. После победы над Саб-Зиро Скорпион готовился уничтожить его, но бывший воин Лин Куэй отрицал, что он причастен к гибели его семьи и клана. На вопрос Скорпиона о том, кто именно был виновником их гибели, ответил Куан Чи. Он рассказал о том, что именно он убил клан Сирай Рю и семью Скорпиона, а также то, что он использовал Скорпиона, чтобы уничтожить одного из самых опасных противников Шиннока, Саб-Зиро, которому его старший брат рассказал о своём путешествии в преисподнюю и мог передать информацию, которая могла пригодиться в борьбе с падшим старшим богом и его союзниками. Куан Чи, затем, попытался отправить Скорпиона на пятый уровень преисподней, но тот не растерялся и в последнюю секунду успел захватить с собой Куан Чи.

### Mortal Kombat Deadly Alliance
В течение нескольких лет Скорпион охотился и пытал Куан Чи. Каждый раз как у него появлялся шанс, Скорпион причинял некроманту боль. На пятом уровне преисподней силы Куан Чи таяли и были бесполезны против призрака, а силы Скорпиона — наоборот росли. Но некроманту удалось выбраться из этой ситуации. Во время очередной схватки со Скорпионом он столкнулся с двумя демонами-они, Молохом и Драмином. Он пообещал отправить их в мир живых, если те смогут защитить его от атак призрака. Для побега Куан Чи нужно было узнать как можно больше о пятом уровне преисподней. Они взяли некроманта к месту, где находилось очень древнее строение, в котором Драмин видел таблицы с непонятными надписями. Куан Чи обратил внимание на надпись на таблице, которая была похожа на надпись на амулете Шиннока. Из надписи Куан Чи понял, как использовать амулет Шиннока, для управления порталами между мирами. В этот момент Скорпион нанёс свой удар. Он разбил таблицу своим гарпуном и Куан Чи позвал демонов на помощь. Драмин и Молох снова атаковали ниндзя-призрака. В этот момент Куан Чи побежал по коридору, ведущему к порталу. По дороге он активировал его и прыгнул внутрь. Увидев это, Молох растерялся и ослабил хватку, и Скорпион смог вырваться на свободу. Он погнался за Куан Чи и вошёл в портал. Следом за ним в портал прыгнули и демоны.
Скорпион оказался в другом регионе Внешнего Мира, но он всё ещё мог чувствовать присутствие Куан Чи. Полный ярости ниндзя-призрак отправился на поиски некроманта. Скорпион нашёл Куан Чи около дома Шан Цзуна, на небольшой площадке, окружённой потоком кислоты. Скорпион яростно атаковал Куан Чи, но к тому времени колдун уже успел восстановить свои силы, в том числе он снова мог пользоваться магическими атаками. Куан Чи метнул в Скорпиона снаряд в форме черепа, и казалось призрак был побеждён. Несмотря на боль причинённую снарядом Куан Чи, Скорпион атаковал некроманта с удвоенной силой. Куан Чи пришлось метнуть в Скорпиона ещё несколько снарядов, а после он использовал подкат, чтобы выкинуть призрака в поток кислоты. На некоторое время Скорпион вернулся в преисподнюю, но как только он полностью восстановился, призрак вновь вернулся во Внешний Мир, чтобы завершить начатое и убить Куан Чи.
Ему удалось пробраться во дворец Шан Цзуна через тайный проход, но на нижних уровнях дворца он столкнулся с двумя старыми знакомыми — демонами Драмином и Молохом, которых Шан Цзун нашёл и держал при себе, в качестве страховки от возможного предательства Куан Чи. Несмотря на все свои старания, Скорпион не смог победить двух Они, и поскольку они не могли съесть его, они зашвырнули ниндзя-призрака в поток из душ - Солнадо, ведущий на Небеса.

### Mortal Kombat Armageddon
Скорпион должен был быть разорван на куски, но ему удалось сбежать в Пустоту в которой обитали Старшие Боги. Там он, вместе с ними наблюдал за гибелью Рейдена и воскрешением Короля Драконов. Когда Старшие Боги обратили внимание на Скорпиона, они превратили его в своего Чемпиона, дав ему задание уничтожить Онагу. За это они пообещали воскресить его семью и клан.
В финальной битве с Онагой, Скорпион сражался вместе с остальными воинами, но финальный удар нанёс не он, а Сюдзинко. Из-за этого Старшие Боги выполнили своё обещание лишь наполовину: они воскресили клан Скорпиона, но в виде воинов-призраков, таких же как и он сам. Разъярённый Скорпион решил отомстить Старшим Богам, прервав путешествие Тейвена и тем самым позволив начаться Концу Света. Но в сражении с сыном Аргуса, ниндзя-призрак проиграл. Позже он принял участие в битве при Пирамиде Аргуса и был убит.

### Новая хронология
Ханзо Хасаши был членом японского клана воинов-ниндзя Сирай Рю. Он получил прозвище «Скорпион» за своё ослепительно быстрое и смертельное владение единоборствами. Его жизнь была благословлена славной борьбой во имя его Гранд Мастера. Но его существование стало вечной мукой после того, как он был убит Саб-Зиро, а его клан и семья предположительно погибли от рук воинов Лин Куэй, в том числе и того же Саб-Зиро. Когда Ханзо попал в Преисподнюю, адский огонь не причинял ему вреда, что заинтересовало Куан Чи. Он предложил Ханзо шанс отомстить и Ханзо согласился. Некромант смог усилить ненависть и ярость внутри Ханзо обещаниями возмездия и правосудия и Ханзо превратился в призрака-мстителя Скорпиона. Воскрешённый злобным некромантом Куан Чи, Скорпион стал участником десятого турнира Смертельная Битва, для того, чтобы уничтожить Саб-Зиро и отомстить за гибель своих родных.

### Mortal Kombat 9
Скорпион стал участником турнира Смертельная Битва под командованием Куан Чи, который был союзником распорядителя турнира Шан Цуна. Во время первого матча Скорпиона на турнире, призрак потребовал, чтобы ему дали сразиться с Саб-Зиро. Но его противником стал Кунг Лао, который проник на турнир под видом одного из стражников Шан Цуна. Шаолиньский монах, внезапно, выскочил на арену и сказал, что он готов сразиться со Скорпионом. Шан Цун одобрил матч, и битва началась. Победителем вышел Скорпион, который снова потребовал сразиться с Саб-Зиро. Шан Цун сказал, что Скорпион не имеет права требовать что-либо, и назначил ему нового противника — Ночного Волка. Шаман попытался урезонить Скорпиона, сказав, что его ярость и гнев направлена не в то русло и что он ещё может выбрать другой путь. Скорпион проигнорировал его слова и узнав, что Ночной Волк не стал мстить за своих предков, он заявил, что индеец предаёт их память. Скорпиону удалось выиграть и этот бой. Поединок впечатлил Шан Цуна, который сказал, что скоро он позволит Скорпиону сразиться с Саб-Зиро.
Рейден, получив видение о гибели Саб-Зиро старшего и его воскрешении в виде воина-тени Нуб Сайбота, решил вмешаться. Он поставил Скорпиону условия — он побеждает Саб-Зиро, но не убивает его, а Рейден просит Старших Богов вернуть его семью и клан в мир живых. Скорпион, обдумав слова бога грома, согласился на его условия.
Во дворце Шан Цуна Скорпиона начали задирать Сайракс и Сектор — воины из Лин Куэй. Скорпион заявил, что его клан скоро снова будет шагать по земле. В ответ на это Сайракс атаковал Скорпиона и Шан Цун провозгласил бой Скорпион против Сектора и Сайракса. После победы призрака над ними, появился Саб-Зиро старший, который снова оскорбил клан Скорпиона. Скорпион в ответ на это перенёс Саб-Зиро в преисподнюю, где и произошёл их бой. Одержав победу, призрак собирался пощадить Саб-Зиро, но тут появился Куан Чи, который приказал Скорпиону добить Би-Хана. Скорпион отказался это делать, заявив, что Саб-Зиро уже побеждён, и он отомщён. Понимая, что призрак не станет убивать Саб-Зиро, если его к этому не подтолкнуть, Куан Чи создал иллюзию показывающую, как воины клана Лин Куэй ворвались в деревню Сирай Рю и убили его клан и семью.
Вся трагедия развернулась перед глазами Скорпиона: его деревня была объята пламенем, воины Сирай Рю были повержены градом стрел, другие же были обезглавлены. Многие защитники деревни были убиты всадниками с мечами, среди которых присутствовал и Саб-Зиро. Следующее изображение показывало жену Скорпиона, которая вместе с его маленьким сыном пряталась в углу дома, во время вторжения Лин Куэй. Дверь дома открылась, и на пороге стоял Саб-Зиро с мечом. Не обращая внимания на плач женщины, Саб-Зиро убил её и ребёнка.
Это видение разъярило Скорпиона до такой степени, что он забыл о своём уговоре с Рейденом. Не обращая внимания на Саб-Зиро, который говорил, что он не убивал его семью, Скорпион сжёг его заживо. Объятый стыдом, Скорпион вернулся в Тронный зал Шан Цуна, показав череп и позвоночник Саб-Зиро. После чего он исчез в огне. Позднее Скорпион сражался на турнире вместе с Куан Чи против Лю Кана, но даже их объединённой силы не хватило, чтобы победить избранного шаолиньского монаха.
Во время турнира во Внешнем Мире младший брат Саб-Зиро, Куай Лян, который взял себе титул своего покойного брата, стал требовать поединка со Скорпионом. Куан Чи решил удовлетворить просьбу молодого воина и призвал Скорпиона из Преисподней. Призрак-ниндзя понял, что перед ним не тот же самый Саб-Зиро, которого он убил некоторое время назад, но большого значения для него это не имело. Скорпион и Саб-Зиро сразились, и Куай Лян вышел победителем. Но прежде, чем Саб-Зиро получил возможность добить Скорпиона, он был окружен киборгами из Лин Куэй и Скорпион использовал эту возможность, чтобы сбежать.
Во время вторжения Шао Кана на Землю, Рейден столкнулся со Скорпионом в преисподней, куда он пришёл, чтобы попросить союза с Куан Чи. Рейден сказал призраку, что ему жаль. что тот не воспользовался своим шансом, на что призрак ответил, что бог грома может приберечь свою жалость для кого-нибудь другого. Рейден потребовал встречи с Куан Чи, но Скорпион, заявил, что Рейден может сказать ему всё, что он хотел бы сказать некроманту. Рейдену не оставалось другого выбора, кроме как сразиться со Скорпионом. После победы бога грома над призраком, Куан Чи всё-таки появился, а Скорпион исчез.

### Mortal Kombat X
Спустя несколько лет, Шиннок организовал вторжение в Земное Царство. Скорпион был частью его воинства. Вместе с Саб-Зиро он атаковал вертолёт Отряда Особого Назначения, где находились Соня Блейд, Джонни Кейдж и Кенши. Скорпион и Саб-Зиро перебили отряд солдат в вертолёте, но Джонни Кейдж смог выкинуть Скорпиона из вертолёта, а позже, победил ниндзя в бою.
Несколько лет спустя, Джонни и Соня проникают в Крепость Куан Чи, где их атакуют сам некромант и его ревенанты: Джакс, Скорпион и Саб-Зиро. Джонни побеждает Саб-Зиро и Джакса, но последний всё-таки умудряется смертельно ранить актёра. Пока Джонни умирает, из большого бассейна в центре зала, начинает появляться его форма ревенанта. Прибывший Рейден замедляет процесс создания ревенанта, и даёт достаточное время Соне, чтобы победить Куан Чи в бою. Рейдену удаётся обратить заклинание и уничтожить ревенанта-Кейджа, спася жизнь настоящему Джонни. Эффект от уничтожения ревенанта, заодно отчистил от заклятья Куан Чи Скорпиона, Джакса и Саб-Зиро.
Несмотря на многочисленные сражения, душа Хандзо не могла найти покоя и его огонь так и оставался внутри него, даже после его перерождения, как человека, пока он не встретил Кенши, который помог ему утихомирить пламя ненависти. Кенши рассказал Скорпиону, что его огонь является болью и ненавистью от потери его семьи и клана. Он научил Хандзо контролировать этот огонь. Чтобы использовать эти силы Хандзо вновь должен переживать боль от потери.
Хандзо основал новый клан Сирай Рю в горах Китая. В свой новый клан он стал брать таких же людей как он, привыкших выживать несмотря не на что. Он спас от гибели Кенши и его сына Такэду, когда за ними гнались воины Красного Дракона. Во время этой битвы он убил Хсу Хао. После, он позволил Такэде остаться в штаб-квартире Сирай Рю. Скорпион начинает тренировать Такэду, а позже ему нанёс визит Рейден, который предупредил о том, что некий могущественный демон вырвался на свободу и попросил сберечь кинжал Камидогу.
Таинственный демон взял контроль над молодым воином Сирай Рю, Фоксом и заставил его похитить кинжал-Камидогу. Фокс отравил Скорпиона и убил весь новый клан Сирай Рю, кроме Такэды, которого он пытался заставить убить Скорпиона. Такэда отказался это сделать, но Скорпион пришёл в себя и сжёг Фокса, а затем закалол его кинжалом-Камидогу. Фокс от этого не умер, а, наоборот, стал ещё сильнее и атаковал Ханзо. Он сказал, что с каждой потерянной каплей крови он становится ещё сильнее и что Рейден не сказал о мощи кинжала Скорпиону. Также он намекнул на связь кинжала с Куан Чи, но его тут же убил Такэда, который разрубил Фокса надвое. Похоронив погибших, Скорпион и Такэда отправляются на поиски Рейдена, чтобы отомстить за случившиеся.
Скорпион и Такэда подошли к Небесному Храму. Такэда хотел отправиться в Храм, но Хандзо посчитал это слишком опасным, из-за надвигающегося на них шторма. Внезапно, в их лагерь попадала молния из которой появляется Рейден, одержимый проклятьем Камидогу. Он тут же атаковал Хандзо. Хандзо просит бога грома опомниться, но тот продолжает безжалостно атаковать. Такэда протыкает Рейдена мечом, но он берётся за лезвие и пропускает ток через Такэду. Хандзо вспоминает, как за несколько недель до схватки с Рейденом они с Такэдой шли к Небесному Храму. Такэда расспрашивал Хандзо о его способностях, которые он показал в битве против одержимого Фокса и Хандзо рассказал ему историю своей смерти и перерождения.
В битве с Рейденом, Хандзо прибег к способностям Скорпиона, чтобы спасти Такэду при помощи телепортации и вступил в сражение с Рейденом. Скорпион посчитал, что Такэда погиб после разряда электричества бога грома и попытался убить Рейдена. Когда он начал душить Рейдена цепью, Такэда пришёл в себя. Скорпион подошёл к нему, чтобы помочь, а Рейден, тем временем, пришёл в нормальное состояние. Он сказал, что может спасти Такэду если отнесёт его в палату, где находится источник жизненных сил Земли — Цзинь Сей. Такэда благополучно выздоравливает, а Скорпион потребовал от Рейдена объяснений насчёт кинжала-Камидогу и произошедшего с его кланом. Рейден рассказал Хандзо и Такэде о происхождении кинжалов и о том, что не ожидал, что кто-то сможет вмешаться и испортить магию крови. А также, что на протяжении последних лет кто-то пытался выкрасть кинжалы. Почти все они в безопасности и Рейден знал об их местоположении. За исключением одного кинжала, который он попросил добыть Саб-Зиро несколько лет назад, но во время миссии ледяной воин пропал. Скорпион предположил, что Саб-Зиро предал бога грома. Рейден попросил помочь найти его, пока не поздно.
В Японии, Хандзо и Такэда находят город, в котором пропал Саб-Зиро. В нём они видят киборгов Лин Куэй. Хандзо атакует их, но Такэда замечает, что они заморожены. Позже, они приходят в центр города и видят, что весь город покрыт льдом. Они находят Саб-Зиро, всё ещё с кинжалом-камидогу, около храма. Саб-Зиро вызывает Хандзо на бой.
Скорпион сражается с Саб-Зиро в замороженной городе. Он протыкает Саб-Зиро своими гарпунами, но криомант замораживает их и разбивает. Скорпион появляется за спиной Саб-Зиро, но тот создаёт ледяной панцирь из шипов у себя на спине и протыкает Ханзо, после чего отбрасывает его в сторону. Такэде удаётся незаметно отобрать кинжал у Саб-Зиро, но ледяной воин всё ещё находится под контролем Хавика и использует оставшуюся магию, чтобы создать огромный ледяной взрыв, который замораживает Скорпиона и Такэду. Куай Лиэнг приходит в себя, не понимая, где он и что произошло, а Скорпион вырывается из ледяного плена и атакует его. Лишившись сил кинжала-камидогу, Саб-Зиро проигрывает бой, но Такэда уговаривает Ханзо не добивать его. Такэда и Ханзо забирают кинжал с собой в Небесный Храм, оставляя раненного Саб-Зиро. Ханзо не рад своей победе, говоря, что хотя он победил Саб-Зиро он по-прежнему теряет самого себя.
Рейден просит Ханзо и Такэду отправится в храм Шаолиня, где хранится кинжал-камидогу Царства Хаоса. Ханзо и Такэда прибывают в храм Кенга, построенное, чтобы почтить память чемпиона Земного Царства. По дороге, Такэда пытается узнать у Скорпиона подробности о Лю Кене, тот рассказывает, что сражался с ним на десятом турнире, но отказался рассказывать о нём подробности. Такэда подозревает, что Ханзо тот бой проиграл. Около храма они встретили Сюдзинко. Он отказался отдать им кинжал-Камидогу Хаоса, поскольку был убеждён в том, что именно Рейден представляет наибольшую опасность для Земного Царства. Доказательства этого ему предоставил «скромный» клирик Хаоса Хавик, который тут же появился в храме. Ханзо узнал его, как демона, который контролировал Форест Фокса.
Сюдзинко попытался убедить Ханзо, что Хавик — хороший человек и не имеет отношения к тому в чём его пытаются обвинить. Он уговорил Скорпиона поговорить с ним и ушёл вместе с Такэдой. Хавик попытался убедить Ханзо в том, что именно Рейден представляет опасность и что он хочет собрать кинжалы и получить их силу, но Скорпион ему не поверил. Он попытался забрать кинжал-Камидогу Земли, но тот оказывается иллюзией. Хавик сказал, что объяснит Скорпиону, откуда он знает о проклятьи Рейдена и сдирает с себя лицо, говоря, что он знает об этом поскольку он же его и проклял.
Ханзо свернул шею Хавику. Но Хавик встал, как ни в чём не бывало, и атаковал Скорпиона. Немедленно появляется Сюдзинко и несколько монахов, которые также находятся под контролем кровавого кода. Они взяли в заложники Такэду и Хавик угрожает превратить и его в своего раба, если Ханзо не позволит взять контроль над собой ярости Скорпиона. Ханзо отказывается и тогда Хавик его избивает. Наконец, он разорвал ему лёгкие, но Ханзо не позволил Скорпиону овладеть собой и залечить раны. Ханзо умер на руках у Такэды, которого Хавик отпустил. Такэда обещает отомстить ему.
Ханзо сразился со своей тёмной сущностью, Скорпионом. Скорпион поначалу выигрывает бой. Он захватывает Ханзо и пронзает его мечом. Но Ханзо решил, что с него хватит чувствовать себя постоянно виновным и что с этого момента он будет нести только правосудие. Это позволяет ему взять свои силы под контроль и убить Скорпиона, сделав на нём добивание (таким образом Ханзо отныне может свободно пользоваться всеми силами Скорпиона без риска потерять человечность).
На острове Шан Цуна, Хавик готовился казнить Такэду при помощи амулета Шиннока, но открылся портал из которого появились Ди’Вора, Ферра и Торр, Эррон Блэк и Шива с Кинтаро. Они атаковали воинов находящихся под контролем Хавика. Сам Хавик решил добить Такэду, но появился Скорпион, который оторвал голову Хавику и исчез в столбе пламени. В преисподней, Скорпион принёс голову Хавика демонам-они Драмину и Молоху. Драмин говорит, что Скорпион предал Куан Чи и теперь работает на Земное Царство. Скорпион ответил, что он работает только на себя и если демоны хотят драки, он готов сразиться.
В Гималаях, в штаб-квартире Сирай Рю, Такэда возводил надгробья для убитых соклановцев. Как только он собирался ставить надгробье для Ханзо, сзади него открылся портал из которого появился Скорпион, удерживаемый Молохом. Молох попытался не дать Ханзо уйти, но Такэда ударил демона молотком по голове и Скорпион оказался на свободе, а портал закрылся. Ханзо говорит Такэде, что тот ещё слишком юн, чтобы стать настоящим воином, но, тем не менее, он является гордостью клана Сирай Рю.
После очередной тренировки с Такэдой, молодой воин побеждает своего наставника. Ханзо даёт новый ранг Такэде, но когда он говорит, что хочет служить Сирай Рю, Ханзо говорит, что его будущее лежит не с кланом. Он наблюдает за встречей Такэды с его отцом Кенши и пытается убедить Такэду в том, что Кенши ему не враг. Это не особо помогает и Такэда начинает с отцом поединок. Такэда выиграл бой, после чего узнаёт правду о смерти своей матери. Такэда в ярости говорит, что её смерть произошла из-за Кенши, после чего, успокоившись, говорит отцу, что тот не должен был скрывать правду.
Куай Лян, взявший на себя роль грандмастера Лин Куэй, пригласил Ханзо Хасаши в штаб-квартиру клана, чтобы принести извинения. Ханзо думает, что это ловушка, чтобы полностью истребить последних из Сирай Рю, поскольку долгое время он считал, что Лин Куэй ответственен за гибель его клана. Куай Лян объясняет, что честь Лин Куэй была запятнана ещё до Кибер Инициативы. Внезапно, появляется Фрост и атакует Ханзо, что заставляет его поверить, что Куай действительно хочет его убить. Ханзо готовится убить Куай Ляна, а Фрост готовится к новой атаке, но Саб-Зиро перехватывает её и замораживает. Чтобы доказать правдивость своих слов и свою искренность, он показывает Ханзо голову Сектора и воспоминания, которые сохранились в его памяти. Из них становится ясно, что именно Куан Чи, которому Скорпион служил долгое время, был ответственен за гибель его семьи и клана. После этого Ханзо и Куай Лян прекратили свою вражду и стали союзниками.
Позже, когда некромант оказывается в руках Отряда, на базу является Ханзо вместе со своим кланом Сирай Рю. Он требует отдать ему Куан Чи, чтобы он мог убить некроманта и отомстить за убийство своей семьи и клана. Все попытки членов Отряда объяснить Ханзо, что Куан Чи им ещё нужен, чтобы освободить остальных воинов от его проклятья, не увенчались успехом. Ханзо и его воины захватывают базу. Ханзо приказывает своим воинам атаковать солдат Отряда и побеждает Соню, Кенши и Джонни, а затем освобождает некроманта и сражается с ним. Он побеждает Куан Чи, но прежде, чем он успевает нанести последний удар, появляется Ди’Вора, которая успевает передать амулет некроманту. За секунду до того, как меч Ханзо отрубает ему голову, Куан Чи успевает дочитать заклинание и выпустить Шиннока на свободу. Шиннок выводит из строя земных воинов и уходит. Позже, появляется Кэсси Кейдж и её отряд и Ханзо сообщает о том, что Шиннок и его воины отправились в Небесный Храм.

Согласно его аркадной концовке, Сирай Рю стали союзниками Рейдена, который дал ему часть силы Цзинь Сея, чтобы Ханзо и Сирай Рю могли навсегда защищать Земное Царство.
Вина за участие в воскрешении Шиннока тяготила душу Скорпиона. Его жажда мести поставила Земное Царство на грань разрушения. Скорпион хотел совершить харакири, чтобы искупить свою вину. Но Рейден предложил более разумный выход. Рейден приговорил Скорпиона не к смерти, а к жизни. Он наделил его частицей силы Цзинь Сея связав его с душой Земного Царства. Скорпиону и его клану Ширай-Рю предстояло защищать Цзинь Сей и Земное Царство до конца времён.
— Концовка Скорпиона из Mortal Kombat X

## Кунай Скорпиона
Отдельного внимания заслуживает «визитная карточка» Скорпиона — гарпун-кунай. Это оружие сделало Скорпиона уникальным персонажем, так же как заморозка сделала уникальным Саб-Зиро. Это оружие следовало из серии в серию, уже и не говоря о спин-оффах. Его комбинация (назад, назад + нижний удар рукой или назад, вперёд + верхний удар рукой) почти не менялась: первая комбинация «дожила» до МК4, а начиная с Deadly Alliance в дело пошла вторая комбинация. И его действие осталось прежним: из руки Скорпиона вылетает гарпун, который вонзается в плоть врага и притягивает его к Скорпиону, оставляя оппонента бездейственным ещё на две-три секунды. При этом Скорпион выкрикивает «Get over here!» — когда метает гарпун, и «Come Here!» — когда притягивает жертву. В одной из частей франшизы Скорпион использует гарпун как хлыст. Но если гарпун пролетает мимо противника, то Скорпион остаётся неподвижен на секунду. Хотя это малый промежуток времени, но противник, перепрыгнувший через летящий гарпун, может успеть нанести Скорпиону немалые повреждения.
В фильме же роль гарпуна играет некое существо, которое Джонни Кейдж сравнивает со змеёй, вылетающее из руки Скорпиона.

## Появление в других играх
- Скорпион является DLC персонажем в игре Injustice: Gods Among Us при том, что эта игра не имеет связи с Mortal Kombat. Однако создателем игры является тоже Эд Бун и компания NetherRealm Studios, что делает возможным его появление в игре. Также, при выборе Скорпиона, в ролике перед поединком показывается сцена как его телепортирует на арену поединка в игре Injustice: Gods Among Us. В данной игре Скорпион исполняет практически все приёмы из МК 2011. В режиме истории после победы над Кал-Элом, он задался вопросом: как он оказался в этом мире, Скорпион столкнулся с демоном Тригоном, который вызвал его из-за гнева за то, что он оставил свою армию демонов, и отнял у него славу победы над Верховным Канцлером Единой Земли (Супермен). Скорпион сражается и побеждает Тригона, прежде чем взять на себя командование его демоническими силами, которые он планирует использовать, чтобы самому управлять миром.
- Скорпион появляется в качестве секретного персонажа в играх NBA Jam: Tournament Edition и аркадном шутере The Grid.

## В кино и анимации
- Крис Касамасса исполнил Скорпиона в фильмах Смертельная битва, «Смертельная битва: Федерация боевых искусств» и в сериале Смертельная битва: Завоевание.
- Скорпион появляется во втором сезоне комедийного анимационного сериала Drawn Together. В этом эпизоде Скорпион выполняет фаталити на персонаже Ксандире, который через секунду оживает, воспользовавшись запасной жизнью.
- В третьем сезоне сериала «Компьютерные войны» главный герой сериала, Энзо Матрикс, одет в униформу Скорпиона во время файтинга.
- Скорпион и некоторые другие персонажи серии несколько раз появлялись в сериале Robot Chicken.
- В фильме «Призрачный Гонщик», поставленном по одноимённому комиксу, главный герой фильма, Призрачный Гонщик, захватывает цепью вертолёт и кричит «Come Here!». Это отсылка к играм серии и Скорпиону. Стоит добавить, что сам персонаж Скорпиона во многом напоминает Призрачного Гонщика, особенно без маски: у них обоих светящиеся огнём черепа.
- Скорпион является главным героем мультфильма Смертельная битва легенды:Месть Скорпиона.
- В фильме "Мортал Комбат" роль Хандзо Хасаши исполнил японский актёр Хироюки Санада. Первые кадры фильма показывают Хандзо вместе со своей семьёй. Появляется надпись "Угодье Хандзо Хасаши (Япония, 1617 год)". Таким образом в фильме Скорпион, как и его заклятый враг старший Саб-Зиро (Би-Хан), убивший его семью, живут в XVII веке, и воскресают на короткий срок в наше время.

## Критика и отзывы
Скорпион (вместе со своим заклятым врагом Саб-Зиро) часто указывается как один из самых популярных и знаковых персонажей во франшизе Mortal Kombat.
- Заклятые противники разделили 4 место в списке лучших ниндзя по версии сайта WatchMojo.com в 2013 году[2].
- GamePro поставил Скорпиона и других ниндзя из серии на 3 место в их списке 2009 года лучших перекрашенных игровых персонажей, добавив, что «Midway Games превратили искусство создания новых персонажей из других, разноцветных персонажей, в науку»[3].
- В 2011 году Cheat Code Central определил Скорпиона на 3 место в топе игровых ниндзя[4].

## Статьи
- Статья о вселенной MK (из журнала «Мир фантастики»)